# كونان لي
كونان لي (بالإنجليزية: Conan Lee)‏ هو ممثل أمريكي، ولد في 1959 بهونغ كونغ في الصين.

## أعمال

### أفلام
- (1998) مولان[1][2][3][4]

## وصلات خارجية
- كونان لي على موقع IMDb (الإنجليزية)
- كونان لي على موقع قاعدة بيانات الفيلم (الإنجليزية)